# منطقه (تقسیمات اداری)
یک منطقه (مناطق)، سطح اول تقسیمات کشوری در عربستان سعودی و چاد و سطح دوم تقسیمات کشوری در برخی دیگر کشورهای جهان عرب است.

## موارد استفاده
- منطقه‌های بحرین (سطح یک در گذشته)
- منطقه‌های سوریه (سطح دو)
- منطقه‌های عربستان سعودی (سطح یک)
- منطقه‌های چاد (سطح یک)